# Polyboroidini
Polyboroidini – monotypowe plemię ptaków z podrodziny orłosępów (Gypaetinae) w obrębie rodziny jastrzębiowatych (Accipitridae).

## Rozmieszczenie geograficzne
Plemię obejmuje gatunki występujące w Afryce (w tym na Madagaskarze).

## Morfologia
Długość ciała 51–68 cm, rozpiętość skrzydeł 116–152 cm; masa ciała 500–950 g.

## Systematyka
Rodzaj Polyboroides zdefiniował w 1829 roku szkocki przyrodnik Andrew Smith w czasopiśmie „South African Commercial Advertiser”. Gatunkiem typowym jest (oznaczenie monotypowe) owadożer palmowy (P. typus).

### Etymologia
- Polyboroides (Poloboroides, Polyporoides): rodzaj Polyborus Vieillot, 1816, (karakara); gr. -οιδης -oidēs ‘przypominający’[7].
- Gymnogenys: gr. γυμνος gumnos ‘goły, nagi’; γενυς genus, γενυος genuos ‘policzek’[8]. Gatunek typowy (oznaczenie monotypowe): Vultur radiatus Scopoli, 1786.

### Podział systematyczny
Do plemienia należy jeden rodzaj z dwoma gatunkami:
- Polyboroides typus A. Smith, 1829 – owadożer palmowy
- Polyboroides radiatus (Scopoli, 1786) – owadożer madagaskarski